# Белен (культура)
Культура Беле́н, исп. Cultura Belén существовала на территории департаментов Белен и Тиногаста в аргентинской провинции Катамарка в дельте реки Уальфин (Hualfín). Существовала в 1000—1450 гг. в долинах Абаукан и Уальфин, где находился её центр, а также в районе Пипанако.
От других культур керамико-сельскохозяйственного периода отличались изготовлением керамических фигур змей, страусов, жаб с сетчатым телом и крестом. Изготавливали керамические урны с основанием в виде перевёрнутого усечённого конуса, цилиндрическим горлышком и двумя ручками. Погребали своих покойников в урнах, накрытых куском ткани.
Бронза использовалась для изготовления топоров и других товаров. Дома представляли собой крупные прямоугольные помещения с широкими стенами.
Наследником данной культуры, по-видимому, стал народ диагита.